# 布隆迪大学
布隆迪大学 （法語：Université du Burundi）是一所位于布隆迪的公立大学。 

## 历史
1964年由几所学校合并而成，共有八个学院、五个研究所，约13,000名学生。1977年改为现在名字，有四个校区，其中三个在布琼布拉，有一个在基特加。